# Идиль Веденский
Идиль Веденский (чечен. Бойсин Идал; 1819 — 1873, Белгатой) — чеченский полководец, наиб Ичкерии (1853 год), один из приближённых наибов Имама Шамиля. Наиб Идиль, пользовался у чеченского народа авторитетом, уважением за справедливость, краткость и благонравие.
В основном управлял территорией близ Ведено из-за чего его и называли Веденским. В 1858 и 1859 годах оборонял столицу имамата Ведено. В 1853 году за храбрость был назначен имамом Шамилем наибом округа Ичкерия.
Умер в 1873 году, похоронен в Белгатое.